# 13-я Македонская ударная бригада
13-я Македонская ударная бригада (сербохорв. Тринаеста македонска ударна бригада / Trinaesta makedonska udarna brigada, макед. Тринаесетта македонска ударна бригада) — воинское формирование Народно-освободительной армии Югославии, участвовавшее в Народно-освободительной войне на территории Вардарской Македонии.
Сформирована в деревне Митрашинцы 17 сентября 1944 из 800 жителей Малешево, подчинялась командованию 50-й македонской дивизии. Вела бои с немцами на направлении Радовиш-Щип. 24 сентября приняла боевое крещение близ Щипа, 9 октября атаковала Берово и Пехчево, откуда направилась далее на линию Царево-Село — Кочани. 19 октября частями бригады была освобождена Виница, а 20 октября — Якимово. 4 ноября её солдаты освободили село Калаузлия, а 8 ноября был освобождён Щип. Бригада также воевала против албанских баллистов в районе Матка-Глумово-Группчин-Ларце. 19 ноября при поддержке 3-й ударной бригады ею было освобождено Тетово. 6 декабря бригада вошла в состав 8-й Македонской дивизии.

## Командный состав
- Тоше Попйорданов-Вардарский, командир
- Ванчо Бойков-Македонский, заместитель командира
- Слободан «Павле» Цветковский, политрук
- Перо Угоров, заместитель политрука
- Трайко Ставрев, заместитель политрука
- Борис Талев, начальник штаба